# Дзінно Такуя
Такуя Дзінно (яп. 神野卓哉, нар. 1 червня 1970, Сайтама) — японський футболіст, що грав на позиції нападника.
Виступав, зокрема, за клуби «Ніссан Моторс» та «Йокогама Ф. Марінос», а також національну збірну Японії.

## Клубна кар'єра
У дорослому футболі дебютував 1989 року виступами за команду клубу «Ніссан Моторс», в якій провів три сезони, взявши участь у 30 матчах чемпіонату. 
Своєю грою за цю команду привернув увагу представників тренерського штабу клубу «Йокогама Ф. Марінос», до складу якого приєднався 1992 року. Відіграв за команду з Йокогами наступні три сезони своєї ігрової кар'єри. Більшість часу, проведеного у складі «Йокогама Ф. Марінос», був основним гравцем атакувальної ланки команди.
Згодом з 1996 по 2001 рік грав у складі команд клубів «Віссел» (Кобе), «Ойта Трініта», «Токіо» та «Ойта Трініта».
Завершив професійну ігрову кар'єру у клубі «Йокогама», за команду якого виступав протягом 2001—2003 років.

## Виступи за збірну
У 1992 році дебютував в офіційних матчах у складі національної збірної Японії.
У складі збірної був учасником кубка Азії з футболу 1992 року в Японії, здобувши того року титул переможця турніру.

## Титули і досягнення
- Володар Кубка Азії: 1992